# Albert Matterstock

Unterschrift

Albert Andreas Hermann Walter Matterstock (* 13. September 1909 in Leipzig; † 29. Juni 1960 in Hamburg) war ein deutscher Schauspieler, der ab 1937 in fast 30 deutschen Spielfilmen – meist unterhaltsamer Art – zu sehen war. 

## Leben
Der Sohn des Kaufmanns Rudolf Jacob Georg Matterstock und seiner Ehefrau Ida Elisabeth, geborene Paraquin besuchte die Kolonialschule in Witzenhausen. Von 1929 bis 1932 lebte er auf einer Farm bei Windhuk. Im Januar 1932 kam er nach Berlin und nahm dort Schauspielunterricht am Max-Reinhardt-Seminar und bei Leontine Sagan. Er debütierte am Theater am Kurfürstendamm und war bald als Darsteller eleganter Lebemänner ein Begriff. 1937 wurde er am Thalia Theater Hamburg von Reinhold Schünzel für den Film entdeckt.
Entsprechende Rollen bekam Matterstock auch im Film übertragen. Er war Pilot (Ziel in den Wolken, 1938), Rennfahrer (Lauter Lügen, 1938), Ein ganzer Kerl (1939, mit Heidemarie Hatheyer), Lehrer (Unser Fräulein Doktor, 1940, mit Jenny Jugo) oder Komponist (Ein Walzer mit dir, 1943) und dabei immer ein galanter Liebhaber. 1939 heiratete er in dritter Ehe die Schauspielerin Jutta Freybe.
Im Nachkriegsdeutschland konnte er an seine Filmerfolge nicht anknüpfen. Matterstocks schauspielerische Tätigkeit blieb nun weitgehend auf das Theater beschränkt, und er machte Negativschlagzeilen durch seine Morphiumsucht. Sie war die Folge einer schmerzhaften Magenerkrankung, die er sich vermutlich 1943 bei Dreharbeiten am Eibsee zugezogen hatte und die mit schmerzstillenden Narkotika behandelt worden war. Neben seiner gelegentlichen Tätigkeit beim Theater arbeitete er als Conférencier, Empfangschef und Geschäftsführer eines Frankfurter Lokals.
1955 schloss er seine vierte Ehe mit der Frankfurter Geschäftsfrau Margot Rauh. Er starb, gerade 50 Jahre alt, an den Folgen seiner Drogen- und Medikamentenabhängigkeit. Seine Grabstätte auf dem Hauptfriedhof in Würzburg ist inzwischen aufgelöst.

## Filmografie
- 1937: Land der Liebe
- 1937: Manege
- 1937: Serenade
- 1937: Stimme des Blutes
- 1938: Es leuchten die Sterne
- 1938: Yvette
- 1938: Gastspiel im Paradies
- 1938: Unsere kleine Frau
- 1938: Mia moglie si diverte
- 1938: Lauter Lügen
- 1938: Ziel in den Wolken
- 1939: Wer küsst Madeleine?
- 1939: Die goldene Maske
- 1939: Ein ganzer Kerl
- 1940: Unser Fräulein Doktor
- 1940: Was will Brigitte?
- 1941: Das himmelblaue Abendkleid
- 1941: Der Trichter Nr. 12
- 1942: Viel Lärm um Nixi
- 1943: Liebeskomödie
- 1943: Ein Walzer mit dir
- 1943: Kollege kommt gleich
- 1943/47: Spuk im Schloß
- 1944: Komm zu mir zurück!
- 1944/50: Schuß um Mitternacht
- 1945: Frühlingsmelodie
- 1950: Die Frau von gestern Nacht
- 1950: Es begann um Mitternacht
- 1955: Gesperrte Wege (Camino cortado)
- 1956: Drei Birken auf der Heide
- 1958: Der Dank der Unterwelt (TV)

## Theater
- 1946: Klabund: XYZ (X) – Regie: Paul Lewitt (Vereinigte Volksbühnen Dresden)